# Tin Karamatić
Tin Karamatić (Zagabria, 1º marzo 1993) è un calciatore croato, difensore del Lučko.

## Carriera

### Club
Cresciuto nel settore giovanile della Dinamo Zagabria, nel 2012 si trasferisce all'Inter Zaprešić.
Nel 2012 lo Slovan Liberec si aggiudica le prestazioni del giocatore, nel club il giocatore collezionerà 16 presenze senza segnare alcuna rete.
Nel novembre del 2013 passa all'Olhanense.

### Nazionale
Ha militato nell'Under-17 nel 2010 per poi esordire nel 2011 con l'Under-19.